# Helen Dunmore
Pour les articles homonymes, voir Dunmore.
Helen Dunmore, née le 12 décembre 1952 à Beverley (Royaume-Uni) et morte le 5 juin 2017 à Bristol (Royaume-Uni), est une écrivaine britannique.

## Biographie
Dunmore est née à Beverley, dans le Yorkshire, en 1952. Elle est la deuxième des quatre enfants de Betty (née Smith) et Maurice Dunmore. Elle étudie à l'université d'York.
Puis elle vit deux ans en Finlande (1973-75) où elle travaille comme enseignante. Elle revient ensuite en Grande-Bretagne où elle est lectrice dans une maison d’édition, critique dans plusieurs journaux ou revues, et enseignante à Glamorgan puis Bristol. Elle se consacre aussi à l’écriture et est l’auteure d’une  cinquantaine de livres, romans, nouvelles, poèmes et livres pour enfants. Elle devient membre de la Royal Society of Literature (FRSL) et reçoit plusieurs prix dans les années 1990. Certains de ses livres pour enfants sont inclus dans des programmes de lecture utilisés dans les écoles.
En mars 2017, elle publie son dernier roman, Birdcage Walk, ainsi qu'un article sur la mortalité pour The Guardian, écrit après qu'on lui a diagnostiqué un cancer en phase terminale. Elle meurt le 5 juin 2017,,. Quelques mois après son décès, son recueil de poésies Inside the Wave publié en avril 2017, peu avant sa mort, est le « Livre de l'année 2017 » du Prix Costa, remportant à titre posthume les prix de la poésie et du livre global de l'année lors des Costa Book Awards 2017.

## Prix et distinctions
- McKitterick Prize (en) 1994 pour Zennor in Darkness (en)
- Orange Prize for Fiction 1996 pour A Spell of Winter
- Prix T.S. Eliot 1997 pour Bestiary
- « Livre de l'année », Prix Costa 2017[5] pour Inside the Wave (à titre posthume)

## Œuvres
Liste non exhaustive

### Romans
- Zennor in Darkness (1993)
  - Dans l'ombre de Zennor, Autrement, 1995
- Burning Bright (1994)
- A Spell of Winter (1996)
  - Un hiver enchanté, Autrement, 1996
- Talking to the Dead (1996)
  - Un été vénéneux, Belfond, 1997 ; rééd. Pocket, 1999
- Your Blue-Eyed Boy (1998)
  - Ils iraient jusqu'à la mer, Belfond, 2000
- With your Crooked Heart (1999)
  - Malgré la douleur, Belfond, 2001 ; rééd. Pocket, 2003
- The Siege (2001)
  - La Faim, Belfond, 2002 ; rééd. 10-18, 2005
- Mourning Ruby (2003)
  - Les petits avions de Mandelstam, Belfond, 2005
- House of Orphans (2006)
  - La Maison des orphelins, Belfond, 2007 ; rééd. 10-18, 2010
- Counting the Stars (2008)
- The Betrayal (2010)
  - Trahir, Mercure de France, 2017
- The Greatcoat (2012)
- The Lie (2014)
  - Le Mensonge de Daniel Branwell, Mercure de France, 2015
- Exposure (2016)
- Birdcage Walk (2017)

### Poésie
- Inside the Wave (2017)